# Пјано дела Кроче-Матине (Авелино)
Пјано дела Кроче-Матине је насеље у Италији у округу Авелино, региону Кампанија.
Према процени из 2011. у насељу је живело 316 становника. Насеље се налази на надморској висини од 766 м.